# Daniyel Cimen
Daniyel Cimen (Hanau, 19 gennaio 1985) è un allenatore di calcio ed ex calciatore tedesco, di ruolo difensore, tecnico delle giovanili dell'Eintracht Frankfurt.

## Caratteristiche tecniche
Difensore centrale, poteva giocare anche da mediano.
Nel 2001 è stato inserito nella lista dei migliori calciatori stilata da Don Balón.

## Carriera

### Giocatore

#### Club
Ha giocato nella prima divisione tedesca.

#### Nazionale
Ha partecipato ai Mondiali Under-20 del 2005. In precedenza, aveva giocato varie decine di partite con le nazionali giovanili tedesche Under-15, Under-17, Under-18 ed Under-19.